# James Cameron’s Avatar: Das Spiel
James Cameron’s Avatar: Das Spiel ist ein Third-Person-Shooter zum Kinofilm Avatar – Aufbruch nach Pandora (2009). Das Spiel erschien am 3. Dezember 2009 auf allen gängigen Spielplattformen und konnte sich mehr als 3,4 Millionen Mal verkaufen.

## Xbox 360, PS3 und PC
Die Geschichte handelt zehn Jahre vor dem Geschehen des Kinofilms. Der Spieler landet als Soldat Ryder (wahlweise als männlicher oder weiblicher Charakter) nach fünf Jahren Kälteschlaf auf dem Mond Pandora. Bereits nach kurzer Spielzeit muss er sich entscheiden, ob er weiterhin auf Seiten der RDA oder als Avatar auf Seiten der Na’vi um die Zukunft des Planeten kämpfen möchte. Der Spielverlauf ist größtenteils linear, die weitläufigen und abwechslungsreichen Areale können jedoch jederzeit frei erkundet werden. Mit Ausnahme des finalen Levels bewegt man sich als Soldat und Na’vi in unterschiedlichen Regionen von Pandora und erlebt die Hintergrundgeschichte – welche unabhängig von der gewählten Fraktion identisch verläuft – auf verschiedene Art und Weise, so dass ein Wiederspielwert mit der jeweils anderen Fraktion gegeben ist.
Die RDA und die Na’vi sind entsprechend den Gegebenheiten des Filmes unterschiedlich ausgerüstet und bewaffnet und besitzen unterschiedliche Fähigkeiten. Neben der eigentlichen Handlung können durch zusätzliche Aufgaben Erfahrungspunkte gesammelt werden. Dabei gilt es bspw. eine bestimmte Anzahl an Feinden zu töten oder die gesamte Region zu erkunden. Um sich Laufwege zu ersparen, sind überall auf der Karte GMIs (Globales Mobilitäts-Interface) bzw. Bäume der Visionen (auf Seiten der Na'vi) verteilt, zu welchen man sich nach Aktivierung des jeweiligen GMI bzw. Baums teleportieren kann. Diese Portale ermöglichen außerdem den Zugang zur „Eroberung“. Dabei handelt es sich um ein rundenbasiertes Strategiespiel innerhalb des eigentlichen Spiels, in dem man den Mond Pandora nach und nach einnehmen muss.
Zusätzlich bietet das Spiel eine interaktive Enzyklopädie, genannt Pandorapedia, mit ausführlichen Informationen zur Flora und Fauna, zur Geographie und zu den Bewohnern Pandoras. Ebenso werden im Laufe des Spiels Hintergrundinfos über die RDA freigeschaltet.
Das Spiel bietet einen stereoskopischen 3D-Modus, welcher einen entsprechenden 3D-Monitor voraussetzt. Seit Mitte November 2009 ist eine kostenlose Demoversion des Spiels im Internet verfügbar. Bei GameRadio konnte der Titel eine Wertung von 76 bei möglichen 100 Prozent einfahren.

## Wii
Nach 2000 Jahren Frieden herrscht auf Pandora wieder Krieg. Die Menschen haben sich auf den Mond gestürzt, da die Ressourcen auf der Erde verbraucht sind. Mithilfe der RDA-Truppen errichten sie ein Lager und nehmen Pandora Stück für Stück ein. Da dies ohne Einverständnis der Na'vi, der Bewohner des Mondes, geschieht, schickt ein Stamm seinen besten Krieger, Rai'uk, der Rache an den Menschen nehmen will.
Das Spiel wurde von Spieletipps.de eher negativ bewertet.